# Кентерберијске приче
Кентерберијске приче (енгл. The Canterbury Tales) је збирка прича коју је написао Џефри Чосер крајем 14. века.
Две приче су у прози, док су преостале 22. у стиху. Приче су уоквирене у главни сиже, а приповедају их ходочасници на путу од Саутворка до Храма Светог Томаса Бекета у Кентерберијској катедрали. Кентерберијске приче су написане средњоенглеским језиком. Сматрају се за главно и најбоље дело Џефрија Чосера. Структуром подсећају на Декамерон кога је Чосер прочитао на путовању у Италију. Јунаци Чосеровог дела су обични људи, за разлику од Бокачових избеглих племића.
Често се чује мишљење да је највећи допринос овога дела енглеској књижевности промоција народног енглеског језика, уместо латинског или француског. Међутим, енглески језик је кориштен за писање књижевних дела и вековима пре Чосера. У 14. веку на енглеском језику су стварали Џон Гауер и Вилијам Лангланд. Стога није јасно да ли је Чосер креатор новог тренда, или само један његов припадник.

## Опис радње
Једног априлског дана група ходочасника се окупила у крчми Табард код Лондона. Њиховом друштву се придружио и крчмар. Они су кренули на пут од Лондона до Кентерберија да би се поклонили гробу Светог Томаса Бекета у Катедрали у Кентербeрију. Писац детаљно описује ову групу. Њени припадници долазе из свих слојева друштва. Поред црквењака (настојница манастира, монах, свештеник опроштајник), ту су и: морнар, млинар, дрводеља, штитоноша, витез и други. Крчмар Хари Бејли предлаже да једни другима причају причу током путовања. Ходочасници се саглашавају да свако исприча по 4 приче, две на путу за Кентербери, а две на повратку. Онај ко исприча најбољу причу добиће бесплатну вечеру коју ће платити сви остали. Прву причу прича витез. Свачија прича илуструје друштвени положај приповедача, а неке од њих праве шале на рачун других чланова групе. На крају није изабрана најбоља прича, нити су сви из групе испричали своју причу. Чосер се на крају дела извињава за могуће увреде које су његове приче нанеле.

### Чосеров стил
По данашњем мерилу, Чосер је, према избору тема и сижеа, сасвим неоригиналан писац. Али то је време када су схватања о ауторству, оригиналности и индивидуалности била другачија — преузимање готових мотива и тема из класичне и новије књижевности била је редовна појава. Сиже за Кентерберијске приче Чосер је налазио у другим делима, од којих су многа већ припадала усменој традицији.
Тако је Витезова прича слободно адаптирана и скраћена Бокачова Тезеида уз коришћење Беотијевих идеја и читавих одломака. И Земљопоседникова прича настала је прерадом Бокачових дела (Филокло и Декамерон); Богословљева прича је преузета из француског превода Петраркиног дела О послушности и верним женама из митологије; извор Монахове приче је у Роману о ружи и, опет, код Бокача.
Грађу за Причу друге калуђерице Чосер је нашао у Дантеовом Рају и у неколико латинских химни и легенди. Сиже Правникове приче заснива се на делу De contemptu mundi папе Иноћентија III; Прича о Мелибјеу је превод истоимене француске књиге, а међу осталим ‘позајмицама’ су и Овидије и општепознате народне приповетке. Стручњаци нису успели да пронађу изворе за свега неколико Чосерових прича, па им је зато аутентичност често била под знаком питања (типа, Чосер не може сам да напише ново, већ мора да украде). По својој концепцији и структури, најоригиналнији делови Кентерберијских прича у суштини су пролози.
Чосерова нарација, буквално схваћена — неизводљива је. Читалац је прихвата, иако је немогуће остварити ситуацију да један јахач у покрету приповеда у стиховима у јампском пентаметру тако да га чује осталих 30 јахача. Сижеима је прилагођена форма приповедања: приче које су ближе обичном и свакидашњем животу писане су јампским пентаметром, док су оне с религијско-морализаторским темама дате у сложенијој форми. Иако Кентерберијске приче немају линеарну структуру, ни развој заплета, ипак постоји јасан почетак, средњи део, пун енциклопедијских података о људским слабостима и врлинама с укомпонованим моралним коментаром и честим наравоученијима. Занимљиво је поредити Чосера из стварности и Чосера као приповедача у делу.
У делу он не уме да исприча ниједну ваљану причу у стиху. Чосер ходочасник раздвојен је од Чосера аутора, чиме се повећава реалистични утисак да остале приче и није писао он, него да су настале спонтаним казивањем ходочасника. Правников лик, рецимо, у уводу за своју причу помиње Чосеров књижевни рад.
Кентерберијске приче су уоквирен низ разноврсних приповедака повезан у целину и стављен у енглеску савремену средину. Окивир као такав појављивао се у светској књижевности и пре Чосера — у 1001. ноћи и Декамерону за који Чосер вероватно није знао у његовом интегралном облику. Идеју о ходочашћу као приповедачком оквиру Чосер је можда добио од Ђованија Серкамбија чија се новела ослања на сличну шему.
Структура Кентерберијских прича има извесну општу сличност са шпанским делом Књига о племенитој љубави. Поједине делове Кентерберијских прича Чосер је написао као самосталне целине које је накнадно уградио у низ прича (Прича Друге калуђерице, одломци Монахове приче и Витезова прича), што нимало не смета, будући да је оквир веома ‘еластичан’. Чосер је првобитно, оптимистички, замислио гигантско дело од 120 прича, јер се у Општом прологу износи договор да сваки ходочасник исприча по 2 приче на путу до Кентерберија и 2 по повратку. Уместо тога, остварени су Општи пролог, 22 приче у стиху и 2 у прози, као и већи број одломака који чине карике за прелаз из једне приче у другу и истовремено имају функцију пролога већине прича.
Међу причама не постоји тесна веза која би јасно указивала на редослед. Недовршене су остале Куварева прича и Штитоношина прича, а прекинута је Прича о сер Топазу. Чосер, такође, није стигао да све приче повеже у кохерентну и логичку целину – тако у Причи Друге калуђерице она за себе каже да је “син Евин”, а Капетан брода у неколико наврата о себи говори као о жени.

### Ходочашће из Кентерберијских прича
Верује се да је Чосер описао стварно ходочашће из 1387. године у коме је и сам био учесник, али ову биографску претпоставку треба примити с резервом. Иако се неким ходочасницима помињу имена, они су већином идентификовани према занимањима. Претпоставља се да су многи приказани по узору на стварне особе; неки изучаваоци су их покушавали довести у везу са Чосеровим савременицима. Једини поклоник коме Чосер наводи име и презиме је Крчмар — Хари Бејли, за кога се претпоставља да је заиста и постојао.
У сликању поклоника Чосер је одступио од средњовековног канона по коме се сликају типови, а не појединци, успевши да оствари срећан спој типичног и индивидуалног, што је често схватано као крајњи циљ реалистичког приказивања. Уношење мноштва детаља и физичких појединости дочаравају индивидуалне карактере. У разрађеној форми дата је панорама енглеског друштва 14. века; Чосер је одабрао личности и у Општем прологу их описао тако да оне представљају све сталеже и готово све професије енглеског средњовековног друштва. Неки од портрета су идеализовани – они које је сам Чосер ценио и сматрао битним за друштво.
Тако је витез идеализовано оличење јуначких времена на измаку, а његов син, штитоноша, представник је нове генерације, типичан дворски љубавник. Ратар је слика вредног, часног и сиромашног човека са села, а Богослов марљивог, књизи преданог младића. Приказан је и средњи, грађански слој трговаца и занатлија, лекара и поморских капетана, који се богатио и уздизао најављујући успон буржоазије.
Чосер је, најзатворенији кад је реч о изражавању верских ставова и убеђења. Његово третирање религијских питања некада је на граници скепсе, али је пре равнодушно и енглески резервисано него атеистичко. Из његових дела јасно је да је одлично познавао теолошку литературу, житија светаца и сл. О Чосеру се не може говорити као о научнику, али је његов епитет “учени” заиста оправдан када се у обзир узме његово (каткад површно) познавање астрологије, физике, медиције, права, алхемије. Кроз различите приче, постаје јасно да је Чосер, нпр. ценио астрономију, придавао значај астрологији за симболично истицање описиваних догађаја и вајање карактера, али је алхемију презирао и исмевао.
Негативан став о браку и шале на његов рачун заступљене су у неколико прича код Чосера. Такав став је био популаран у средњем веку и Чосер повлађује моди. Један поред другог постојала су два женска стереотипа: жена као извор зла, искушења и несреће; и жена као светица и недостижан идеал. Из овога следе и два међусобно противречна става према жени: један везан за дворску средину који је био одраз крајње идеализоване слике и други, заступљен у нижим слојевима, по коме је мушкарац доминантан, а жена у покорности. Женски ликови у Кентерберијским причама се и групишу око 2 типа – позитивног и негативног. Негативни су боље осликани, уз ослонац на црквене антифеминистичке сатире. Врхунац у том погледу је лик путене и сујетне Жене из Бата. Она је склона уживањима, а њена искреност може бити симпатична. Мотив неверне жене провлачи се кроз неколико прича. Позитивни женски ликови припадају махом црквеној култури или дворској средини, иако има неколико ликова без јасно назначеног или народног порекла.

### Хумор и сатира
У портретирању својих ходочасника Чосер се показује као хумориста и сатиричар са жаоком упереном нарочито против покварених слугу цркве који своја збвања схватају само као извор материјалне користи. Међу црквеним редовима, једино оправдање Чосер налази за честитог пароха, док су калуђери, опростиоци и судски позивари приказани као паразити, склони смицалицама и преварама, лакоми и лицемерни. Мада јасно показује своје симпатије/антипатије, Чосер не излази из улоге објективног посматрача — подругљивог и заједљивог — али ипак посматрача, а не судије.
Подсмевање код Чосера није изражено с мржњом, ни поспрдно. Разоткривање нечасних или неподобних поступака његових ликова праћено је доброћудним и здравим хумором. Чосер јасно разликује поштено и ваљано од исквареног и нечасног, али не шиба оштро ту разлику.
Чосер своје личности пушта да говоре и тешко је докучити ауторов властити суд. О Чосеровим схватањима постоји обимна литература која је пуна супротних тврдњи, зато што је и сам живот који Чосер слика противречан у својој сложености. Аутор се служи методом јукстапозиције, стављајући контрастне реченице једну поред друге. Такве су похвале са накнадним додавањем ироничног коментара. Чосеров хумор је двосмеран и амбивалентан; Жена из Бата је предмет смеха, али и она сама упућује шалу и критику на рачун званичке црквене културе. Из потребе да избегне отоврен напад на неку појаву коју осуђује, настаје позната Чосерова иронија, он предмете иронично именује њиховим антонимима. Чосер је такође и пун алузија, али оне увек остају слабо осветљена места у литератури.

### Чосер и ренесансни хуманизам
Својим интересовањем за живот и људе онакве какви јесу, без превасходно морализаторске побуде, Чосер се приближио ренесансном хуманизму. Због таквог става, песник је осећао потребу да се правда пред судом свог времена.
Чосер је на двору био дипломата и те особине провејавају кроз његово дело. Чосер своје интересовање за разне стране човекове личности третира у маниру који није био нов у књижевности пре њега — разна гледишта (често противречна) он поткрепљује ауторитетима — књижевним, религијским и научним. Зато се о њему може говорити као о ученом песнику.
Приче у оквиру су махом разноврсне и у њима су садржане углавном све познате средњовековне књижевне врсте: ту су хумористично-сатирични ‘фаблио’, новеле, басне, форме витешких романа, житија светаца, проповеди… Прича о сер Топазу је, рецимо, пародија на витешки роман, Витезова прича је обима омањег романа, а честа је појава пролога који су и занимљвији од саме приче (пролог Приче жене из Бата). Неке књижевне врсте су обрађиване конвенционално и немају много вредности, али је Чосер и сам био свестан слабости појединих од њих, па их је пропратио властитим критичким коментаром или иронијом (Хари Бејли исмева Монахову причу називајући је досадном).
Чосер је често (не увек успешно) настојао да приче усагласи са личностима приповедача, тј, да он њих начини средство карактеризације. Многи истраживачи велику пажњу посвећују мисконцепцијама, омашкама и нелогичностима у Чосеровој структури и композицији. Ту спадају учени цитати који се могу приметити у приповедањима простијих ликова, затим варирање броја ходочасника и сл. Ту су и честе дебате око мистике бројева. Број 29 означава нечистоту, грех, несавршенство, а број 30 је управо супротан. Поставља се често и питање о постојању неког дубљег значења у Чосеровом распореду причања. Тако се у чињеници да је Пароху дата последња реч види врхунац моралне чистоте.
Уводна тема о буђењу природе и поласку на ходочашће је конвенционална. Опроштај са читаоцима на завршетку књиге у којем се Чосер одриче властитих дела са световним темама јављао се као такав код Бокача и доцнијих књижевника. Постоји и сведочење једног тадашњег црквеног лица да се Чосер пред смрт кајао за “грешно” писање. У време кад је религиозни поглед на свет био надмоћан, није искључено да је песник пред понором смрти одбацио своје раније сумње и пригрлио религијски одговор на питања о човековој егзистенцији.
Један од основних проблема Кентерберијских прича везује се за аутентичност дела. Дело је до нас стигло након много преписа, а познато је да се и сам Чосер жалио на способности сопственог писара. Стари рукописи не садрже интерпункцију, тако да је и значење појединих делова дискутабилно.